# Romantic Robot
Romantic Robot est une petite société britannique indépendante qui publie des enregistrements de musique classique. Dans les années 1980, elle a conçu et produit des périphériques et des logiciels pour les ordinateurs personnels.

## Histoire
Romantic Robot a été fondée à Londres en 1983 par Alexander Goldscheider et Ondřej Kořínek, d'origine tchèque. La société a vendu du matériel et des logiciels pour les ordinateurs domestiques Sinclair ZX Spectrum, Amstrad CPC et plus tard Atari ST. Après que Kořínek ait quitté l'entreprise en 1990, Romantic Robot s'est spécialisée dans la production et l'édition de musique. 

## Périphériques d'ordinateurs personnels
Le produit matériel principal de la société était la série de périphériques d'interface Multiface qui permettait de transférer et de récupérer le contenu de la RAM de l'ordinateur vers des périphériques de stockage externes tels que des lecteurs de disque, ainsi que des utilitaires pour visualiser et désassembler ces données. Le premier de la série était le Multiface One pour le ZX Spectrum. Il a été suivi par le Multiface Two pour l'Amstrad CPC, le Multiface 128 pour le Spectrum 128,  le Multiface 3 pour le Spectrum +3  et le Multiface ST pour l'Atari ST. D'autres périphériques développés et vendus par Romantic Robot étaient l'interface d'imprimante Multiprint  et le périphérique de capture vidéo Videoface , tous deux destinés au Sinclair ZX Spectrum. 

## Logiciel informatique
Les logiciels publiés par la société comprenaient des programmes utilitaires et des jeux: 
- Trans-Express (ZX Spectrum) - une suite d'utilitaires pour copier des données entre des supports tels qu'une cassette, ZX Microdrive, Rotronics Wafadrive et une disquette Opus Discovery
- Music Typewriter (ZX Spectrum) - un programme pour écrire, éditer et imprimer des partitions musicale
- Genie (ZX Spectrum) - désassembleur à utiliser avec le Multiface 1
- Lifeguard (ZX Spectrum) - programme de recherche de vies infinies à utiliser avec le Multiface 1
- Insider (Amstrad CPC) - désassembleur pour le Multiface 2
- Rodos (Amstrad CPC) - système d'exploitation de disque alternatif
- Wriggler (ZX Spectrum, Amstrad CPC) - jeu [7]
- Steeplejack (ZX Spectrum) - Jeu

## Musique
La compagnie a sorti un double CD Terezín: The Music 1941-44, suivi par Aaron Copland : Un Américain à Prague  et les propres productions d'Alexander Goldscheider telles que Stabat Mater  et The Song of Songs. Elle a également conçu le site Web du chef d'orchestre tchèque Jiří Bělohlávek . 

## Galerie

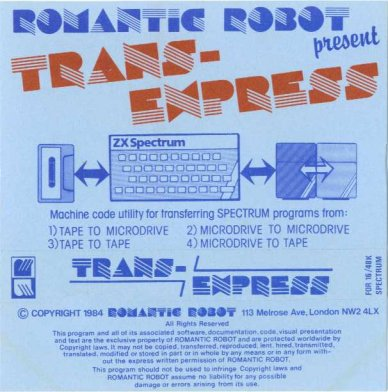
Trans-Express
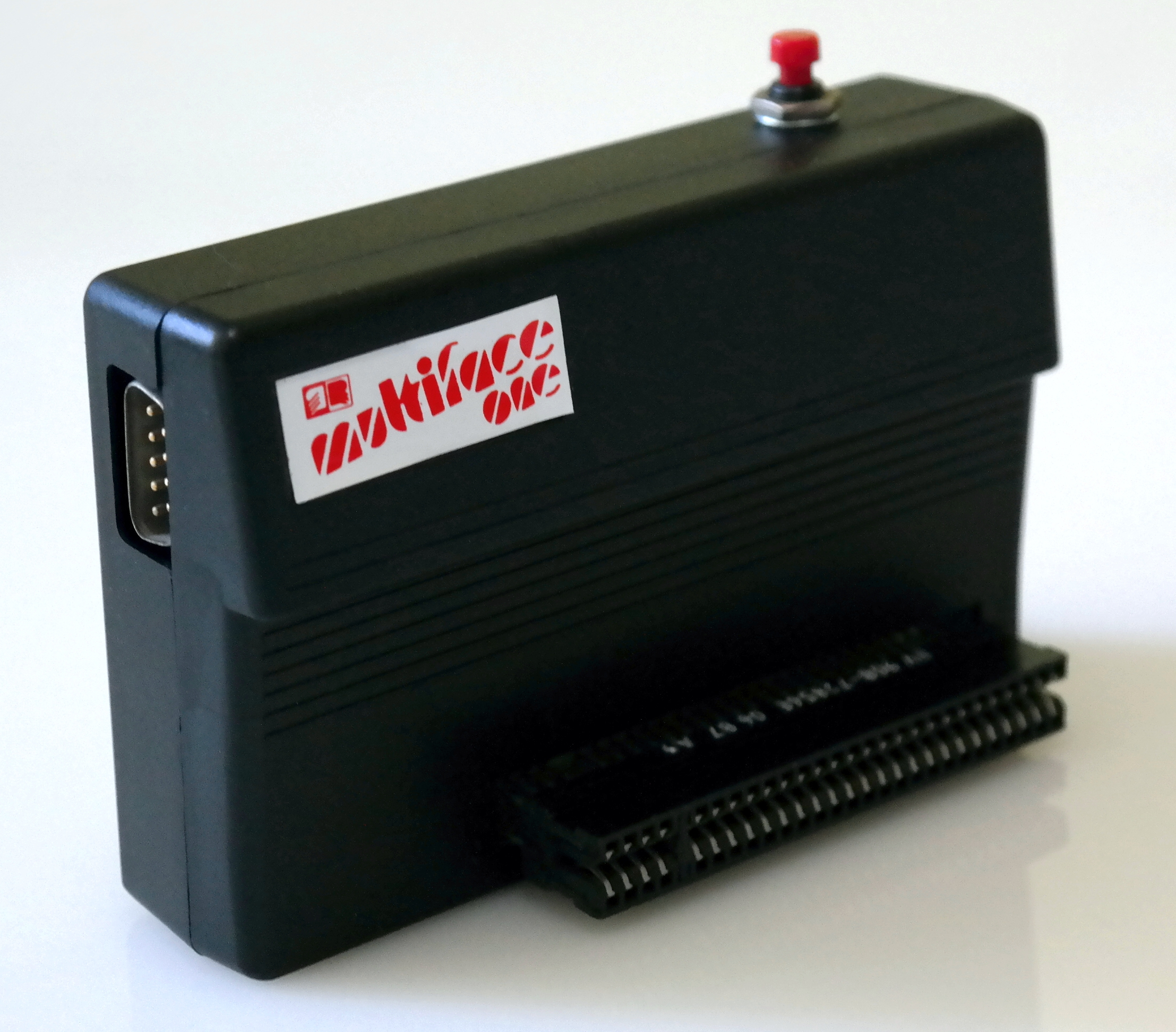
Multiface 1
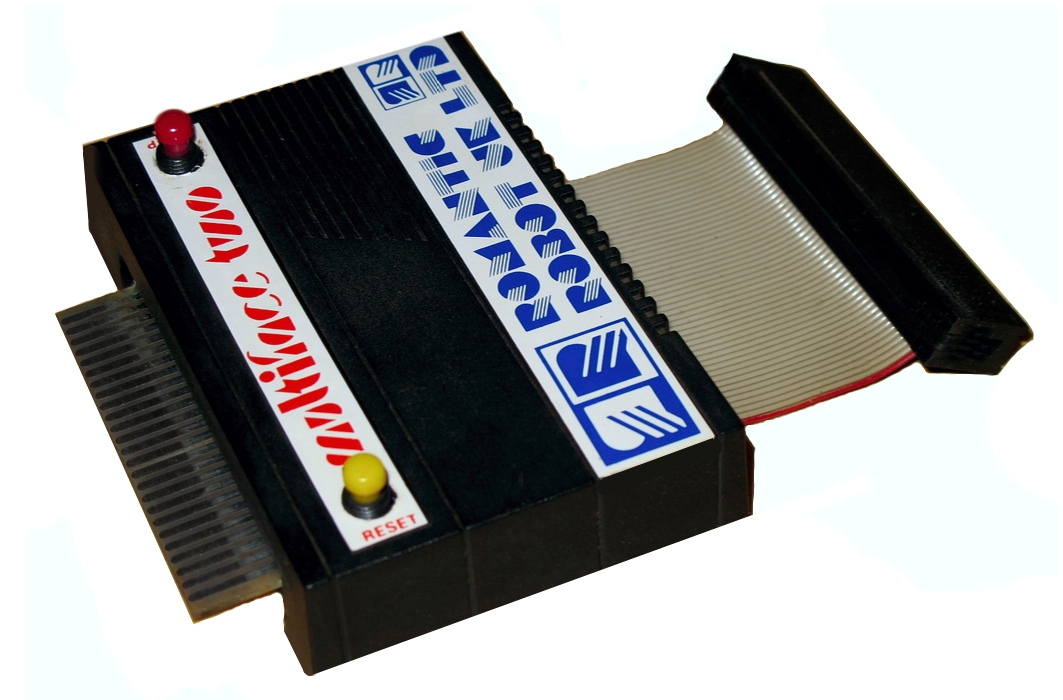
Multiface 2
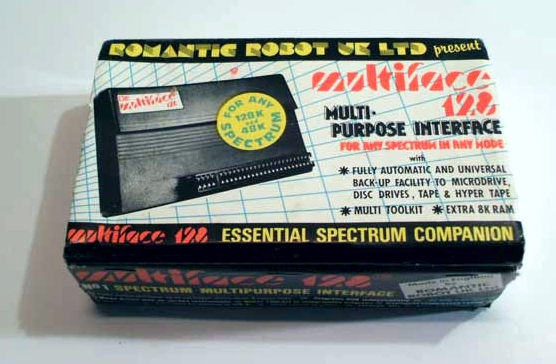
Multiface 128
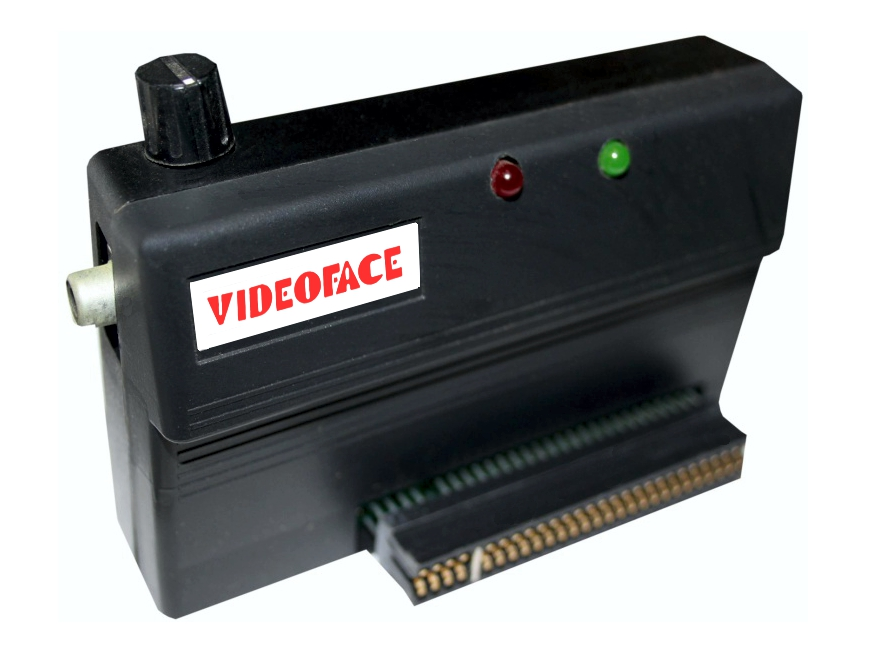
Videoface
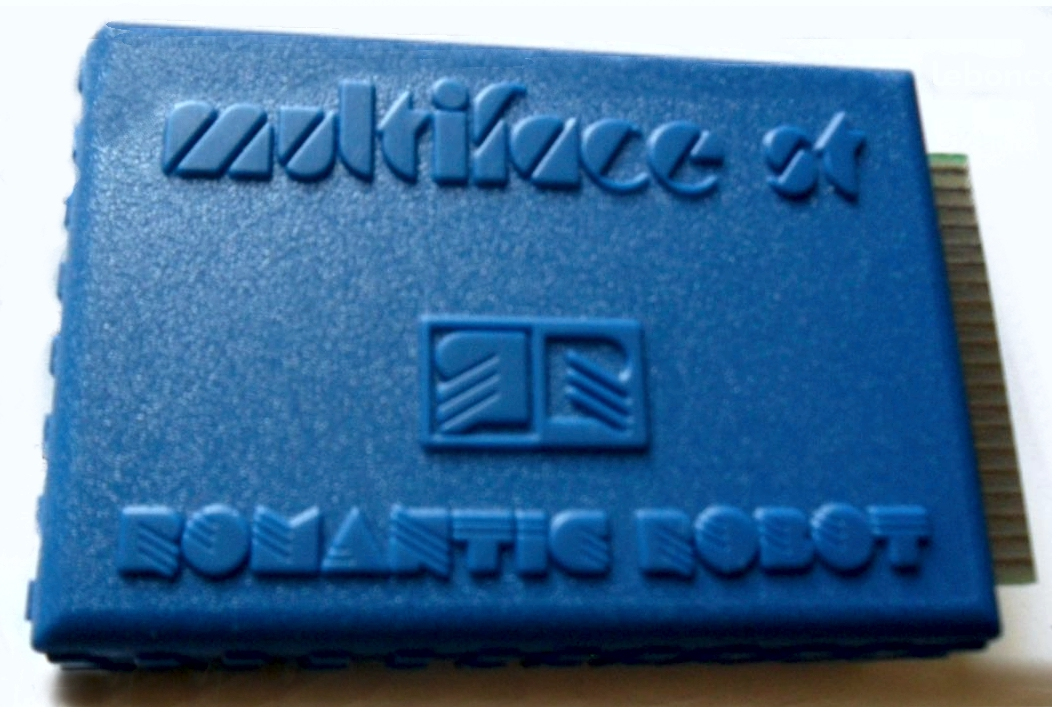
Multiface ST
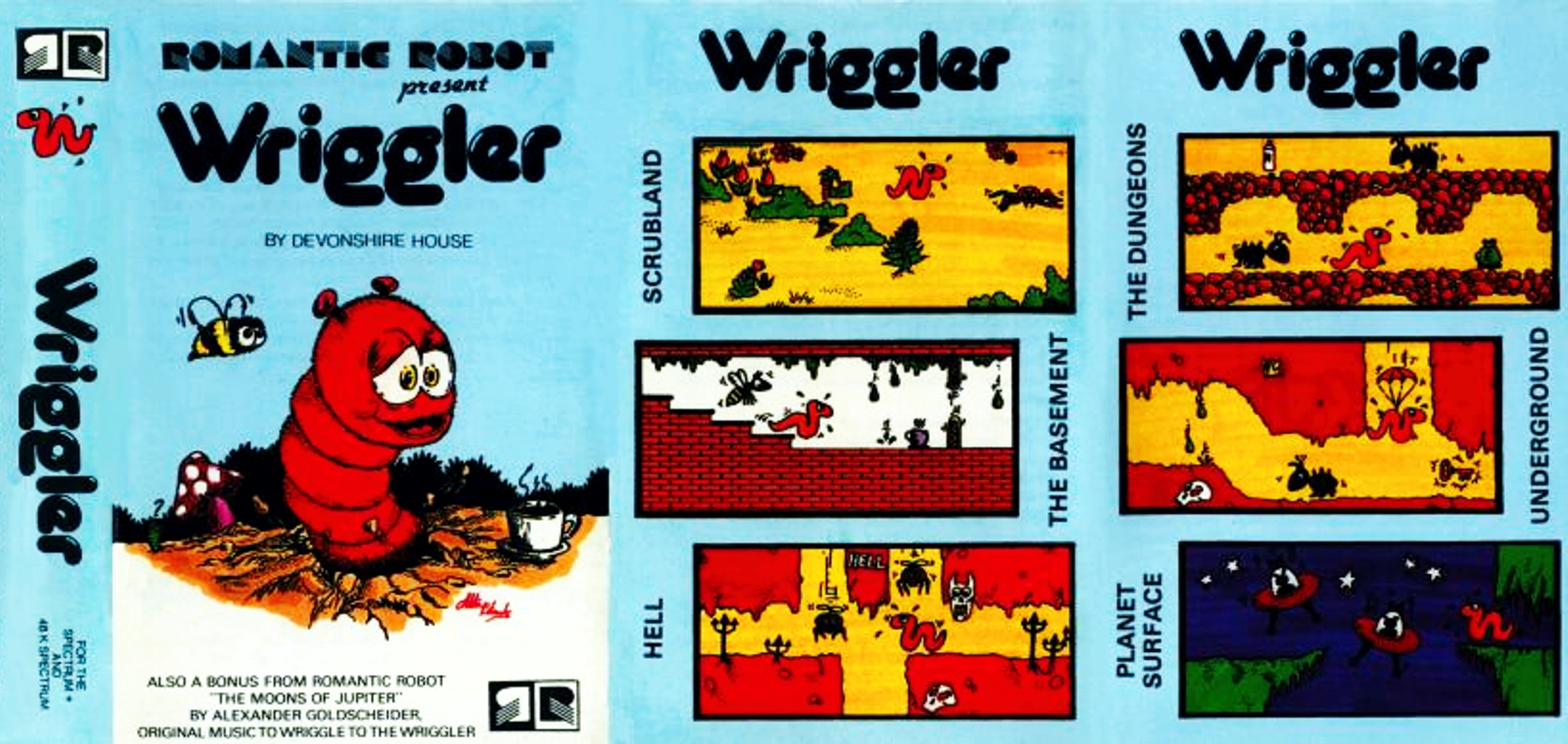
Wriggler
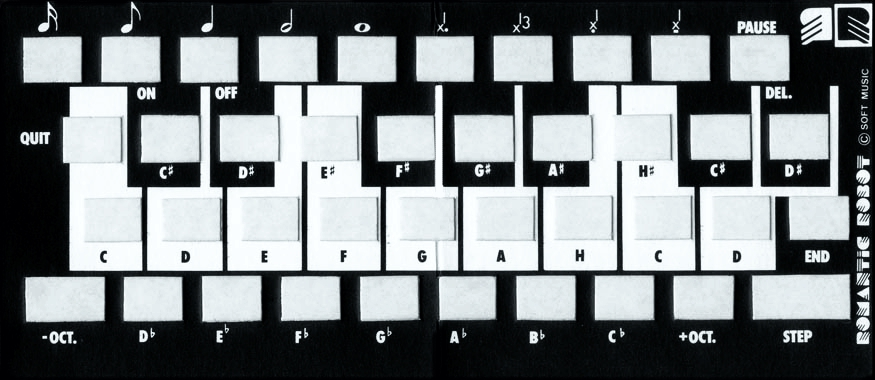
Superposition de clavier de machine à écrire de musique
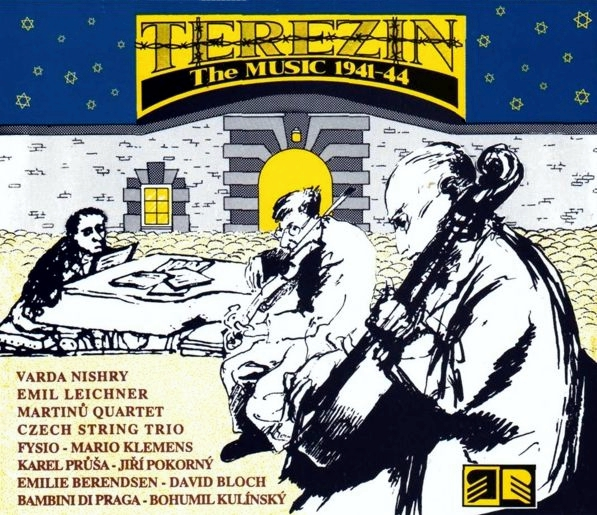
Terezín: La musique 1941-44
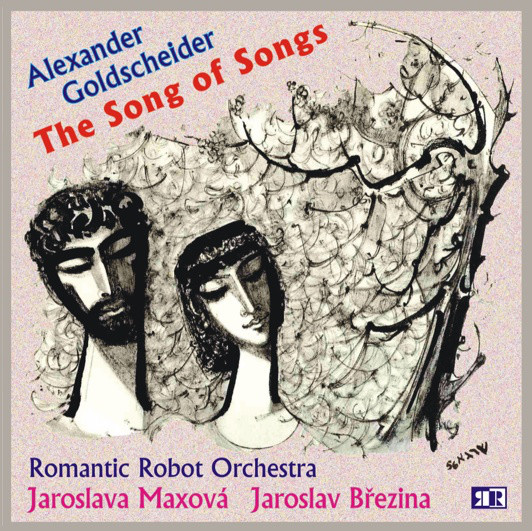
Le chant des chansons
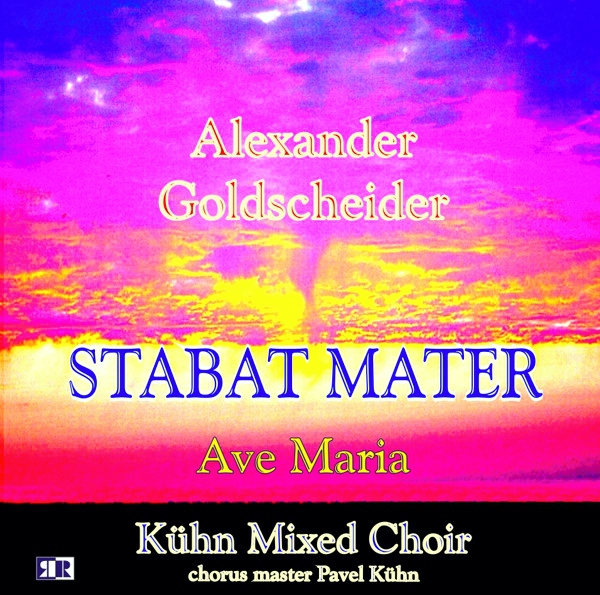
Stabat Mater